# 庫恰瓦
48°26′29″N 22°49′24″E / 48.44139°N 22.82333°E
庫恰瓦（烏克蘭語：Кучава），是烏克蘭的村落，位於該國西部外喀爾巴阡州，由穆卡切沃區負責管轄，面積0.74平方公里，海拔高度269米，2001年人口293，人口密度每平方公里398.1人。